# Love Live!歷史年表
以下是日昇動畫、Lantis、電擊G's magazine的聯合作品《LoveLive!》讀者參與計畫相關歷史的列表。資料來源最主要以《電擊G's magazine》所公布的日期作為標準，以及相關網站
做為參考。
如無特別說明，以下「XXXX年XX號」号均是指《電擊G's magazine》的號數，每月號一般在前兩個月的30日發行（如「2010年7月号」在5月30日）。

## 計劃開始初期

### 2010年
7月号（5月30日）
《電擊G's magazine》2010年7月號公開預告。
8月号（6月30日）
發表「LoveLive!」讀者參與企劃，刊載Pre-Story、登場人物介紹（與官方網站上刊載的內容相同）、企劃展開說明。
9月号（7月30日）
刊載Pre-Story第2回「Prologue Story ; 2」、來自主角的訊息、人氣投票開展告知。
8月13日	-15日
「LoveLive!」1st單曲（我們的LIVE 與你的LIFE）於Comiket 78先行發售夏CM限定版。
8月25日
「LoveLive!」1st單曲通常版開始在傳統渠道發售。當時僅銷售出400多份唱片，其中大多數都是聲優自己以及工作人員自行購買的。
8月13~31日
第1回（突然到來的盛夏大選）開始
9月10日
第1回結果發表（第一名：高坂穗乃果）
11月號（9月30日）
《電擊G's magazine》2010年11月號公開聲優名單
11月29日
透過歌迷票選決定九人校園偶像的團體名為「μ's」
12月22日
μ's 2nd單曲《Snow halation》發售。
12月27日-1月13日
第2回μ's總選舉開始

### 2011年
1月17日
第2回μ's總選舉結果發表（第一名：矢澤妮可）
2月1日-14日
Unit活動決定＆組員編制投票開始，共分成三個小組。但由於計畫初始的人物設定之中，東條希的個性分類並不明顯，造成爭議。
5月号（3月30日）
透過讀者票選決定Unit名為「Printemps」、「BiBi」、「lily white」
5月23日
NICONICO生放送節目開始
5月25日
穗乃果＆小鳥＆花陽Unit-Printemps單《Love marginal》發售
7月号（5月30日）
讓μ's與歌迷互動的《電擊G's magazine》專欄開始
5月31日
讓μ's與歌迷互動的網路廣播開始
6月22日
繪里＆真姬＆妮可Unit–BiBi單曲發售
7月27日
海未＆希＆凜Unit–lily white單曲發售
8月5日-24日
第一回「LoveLive!カフェ」開始＠キュアメイドカフェ秋葉原，為9位聲優們第一次一起出席LoveLive!計畫的推廣活動。
8月24日
μ's 3nd單曲發售
8月24日-9月24日
第3回μ's總選舉開始
9月3日
"發售紀念公開慶功派對"舉辦＠BIGBOX高田馬場（NICO生「ラブライブ公開打ち上げパーティー」）
9月29日
第3回μ's總選舉結果發表-第一名：高坂穗乃果
10月1日
卡牌遊戲VICTORY SPARK Booster Pack「Baby Princess＆ LoveLive!」發售
11月23日
LoveLive!Solo Live! fromμ's 園田海未發售
2012年1月号（11月30日）~至今
官方劇情漫畫《LoveLive!》自《電擊G's magazine》1月號起開始連載
12月4日
LoveLive!Solo Live! from μ's 南小鳥發售

### 2012年
1月25日
LoveLive! Solo Live! fromμ's 高坂穗乃果發售
2月15日
μ's 4th 單曲發售
2月15日-3月10日
第4回μ's總選舉開始
2月19日
第一次演唱會「μ's First LoveLive!」舉辦＠横浜BLITZ（發表2013年將會動畫化）
3月10日
μ's於「ブシロードカードゲームLIVE 2012」演出
第4回μ's總選舉結果發表（第一名：南小鳥）
4月25日
穂乃果＆凜雙人合唱單曲《Mermaid festa vol.2 〜Passionate〜》 發售
5月23日
妮可＆希雙人合唱單曲（少女式戀愛補習班）發售
6月10日
Pile加入，節目改版為
6月27日
小鳥＆花陽雙人合唱單曲（這是，告白日和！）發售
7月25日
真姫＆海未＆絵里三人合唱單曲《soldier game》發售
8月26日
μ's於"Animelo Summer Live 2012 –INFINITY∞-"演出
9月5日
μ's 5th單曲《Wonderful Rush》發售
9月15日
「μ's全員集合！5th發售紀念Talk Event」舉辦＠横浜ベイホール
NICONICO生放送的特別節目發表2013年春季動畫化
9月23日
"TOKYO GAME SHOW 2012"ブシロード攤位舞台舉辦迷你演唱會（首次演出雙人／三人歌曲）
9月27日
官方劇情漫畫《LoveLive!》第一卷發售
9月29日
（LoveLive! First Fan Book）發售
10月9日
《リスアニ！Vol. 10.1》別冊角色歌刊載「LoveLive!」大特集
10月17日
網路廣播主題曲發售
10月21日
μ's於「DENGEKI MUSIC LIVE!! SWEET STAGE」演出
11月1日
於「リスアニ！TV」放送的固定單元開始
11月21日
「μ's First LoveLive!」演唱會Blu-Ray＆DVD發售

## 電視動畫開始放映

### 2013年
1月3日
第二次演唱會"μ's New Year LoveLive! 2013"舉辦＠TOKYO DOME CITY HALL（發表網路廣播更名）
1月6日
電視動畫《LoveLive!》第一季開始播映
1月9日
精選輯《LoveLive! μ's Best Album Best Live! collection》發售
網路廣播改版為
1月23日
電視動畫《LoveLive!》OP主題單曲（我們活在當下）發售
1月24日
μ's成員作為聲優參與的遊戲《神明與命運革命的悖論》（神様と運命革命のパラドクス）發售
1月30日
《電擊LoveLive! 1st Season》雜誌發售
2月6日
電視動畫《LoveLive!》ED主題單曲發售
2月20日
電視動畫插入單曲1發售
2月28日
《電擊LoveLive! 2nd Season》雜誌發售
3月2日-4月19日
合作活動「AMLUX × LoveLive!」舉辦＠AMLUX東京
3月6日
電視動畫插入單曲2發售
3月10日
同步活動「μ's in Wonder zone舉辦」＠ベルサール秋葉原
3月22日
電視動畫《LoveLive!》Blu-Ray／DVD第一卷發售　
3月30日
《電擊LoveLive! 3rd Season》雜誌發售
3月31日
「μ's New Year LoveLive! 2013」Part 1影像演唱會＆第13話 上映會舉辦＠新宿ピカデリー
3月31日-4月22日
第5回μ's總選舉開始
4月3日
電視動畫插入單曲3《No brand girls / START:DASH!!》發售
4月10日
電視動畫原聲帶《Notes of School idol days》發售
4月13日
卡牌遊戲 Weiβ Schwarz Trial Deck「LoveLive!」 發售
4月15日
智慧型手機遊戲（LoveLive! 學園偶像祭）iOS版上架
4月24日
《神明與命運革命的悖論》角色印象專輯
電視動畫《LoveLive!》Blu-Ray／DVD第二卷發售
5月28日
電視動畫《LoveLive!》Blu-Ray／DVD第三卷發售
5月30日
《LoveLive! School idol diary ~高坂穂乃果~》發售　
第5回μ's總選舉結果發表（第一名：西木野真姬）
6月6日
智慧型手機遊戲「LoveLive! School Idol Festival」日文Android版上架
6月16日
第三次演唱會「μ's 3rd Anniversary LoveLive!」舉辦＠パシフィコ横浜・国立大ホール（發表動畫二期開始製作）
6月21日
卡牌遊戲VICTORY SPARK Trial Pack「ラブライブ！」發售
電視動畫《LoveLive!》Blu-Ray／DVD第四卷發售
6月22日
μ's於「@JAM 2013 アニソンDay」演出
6月26日
lily white單曲發售
6月27日
官方劇情漫畫《LoveLive!》第二卷發售
官方同人漫畫發售
6月29日
《LoveLive! School idol diary ~園田海未~》發售
7月3日
廣播CD發售
7月13日
日本一ソフトウェア20周年Live作為演出的μ's成員而演出
7月24日
BiBi單曲《Cutie Panther》發售
7月26日
卡牌遊戲Weiβ Schwarz Booster Pack「LoveLive!」發售
電視動畫《LoveLive!》Blu-Ray／DVD第五卷發售
7月30日
（LoveLive! School Idol Festival 官方導覽書）發售
《LoveLive! パーフェクトビジュアルコレクション ~Smile~＆~Dream~》發售（官方畫集，分兩冊）
《LoveLive! School idol diary ~南琴梨~》發售
8月21日
Printemps單曲《Pure girls project》
8月23日
μ's於"Animelo Summer Live 2013 –FLAG NINE–"演出
8月28日
電視動畫《LoveLive!》Blu-Ray／DVD第六卷發售　
8月29日
《リスアニ！Vol. 14.1》「LoveLive!」音樂大全發售
8月30日
《LoveLive! School idol diary ~西木野真姬~》發售
9月25日
電視動畫《LoveLive!》Blu-Ray／DVD第七卷發售
9月30日
《LoveLive! School idol diary ~小泉花陽~》發售
11月27日
μ's 6th 單曲《Music S.T.A.R.T!!》發售
11月30日
《LoveLive! School idol diary ~星空凛~》發售
12月20日
NICONICO生放送節目結束
12月25日
電視動畫《LoveLive!》Fan Disc發售
「μ's 3rd Anniversary LoveLive! Blu-ray/DVD」 演唱會Blu-Ray＆DVD發售
12月27日
《LoveLive! School idol diary ~矢澤日香~》發售
2015年1月号（11月30日）
發表讀者参加型企劃中的歌詞的結果。

### 2014年
1月22日
廣播CD發售
1月29日
智慧型手機遊戲「LoveLive! School Idol Festival」主題曲發售
1月30日
《LoveLive! School idol diary ~東條希~》發售
2月8日-9日
第四次演唱會「μ's→NEXT LoveLive！2014 ～ENDLESS PARADE～」於埼玉超級競技場舉辦（發表下次演唱會日期）
2月18日
《 Official compilation book》發售
2月24日-3月30日
合作活動「Pizza Hut×LoveLive!」舉辦，限時展店
3月18日-5月12日
合作活動舉辦，店頭播放LoveLive!音樂並舉行人氣票選（第一名：園田海未）
3月20日-4月16日
Printemps、lily white、BiBi共3種塗裝的列車於ゆりかもめ東京臨海新交通臨海線運行。
3月22日
μ's於「Anime Japan 2014」Red Stage演出
4月2日
《LoveLive!Solo Live! collection Memorial BOX Ⅱ》暨個別成員專輯發售
4月5日
《LoveLive! School idol diary ~絢瀨繪里~》發售
4月6日
電視動畫《LoveLive!》二期播映
4月10日
《LoveLive! School idol diary ~高坂穗乃果~》Kindle版發售　
4月15日
智慧型手機遊戲「LoveLive! School Idol Festival」一周年
4月23日
電視動畫《LoveLive!》二期OP主題曲（那是我們的奇蹟）發售
5月8日
電視動畫《LoveLive!》二期ED主題曲發售
5月12日
智慧型手機遊戲「LoveLive! School Idol Festival」英文版上架
5月23日
智慧型手機遊戲「LoveLive! 學園偶像祭」繁體中文Android版上架
5月24日
μ's於演出（首次演出）
5月28日
電視動畫《LoveLive!》插入曲1發售
6月11日
電視動畫《LoveLive!》插入曲2《Love wing bell/Dancing stars on me!》發售
6月20日
電視動畫《LoveLive!Second Season》Blu-Ray／DVD第一卷發售
7月19日
發售

### 2015年
1月31日-2月1日
μ's Go→Go! LoveLive! 2015 ~Dream Sensation!~ 是μ's在SSA舉辦的第五次演唱會
4月号（2月28日）
以一幅描繪海灘上的一位少女的跨頁圖和背面的一句話預告新企劃「LoveLive!SunShine!!」。
5月号（3月30日）
刊載了與上月號類似的跨頁圖，但人數增至9人，皆為μ's成員以外的新角色。背面亦增加了一些文字。
6月号（4月30日）
公布新企劃「LoveLive!SunShine!!」的9名角色及其聲優。
6月13日
劇場版《LoveLive! The School Idol Movie》在日本上映。
12月5日
μ's在TOKYO MX电视台的特别节目中宣布最后一张单曲的发行日期，以及下次演唱会“μ's Final LoveLive! μ'sic Forever”的举办日期和地点,，同时宣布“LoveLive！μ's 感谢Project ~Road to μ'sic Forever~”启动。由此引发了外界对μ's可能解散的猜测，但高坂穗乃果的声优新田惠海在接受采访时表示μ's不会解散。

### 2016年
1月11日
niconico生放送的節目（「Aqours ニコ生課外活動～はじめてのDOKI-DOKI生放送！～」）發表 「LoveLive!SunShine!!」 2016年夏季動畫化。
3月31日至4月1日
「μ's Final LoveLive!〜μ'sic Forever♪♪♪♪♪♪♪♪♪~」在東京巨蛋舉行，這亦是μ's最後一次獨立演唱會。
7月2日
電視動畫《LoveLive!SunShine!!》開始播映

### 2017年
9月21日
官方在東京電玩展2017上舉行LoveLive重大發表會。其飾演《LoveLive!》高坂穗乃果的新田惠海和飾演《LoveLive!SunShine!!》高海千歌的伊波杏樹站在同一個舞台上，被粉絲們稱為奇蹟。發表會當天起在Twitter上推文#ラブライブ発表会旁邊還會有千歌小頭像。
9月25日
官方公佈新遊戲「ぷちぐるラブライブ!」，是一款玩法類似tsum tsum的手機遊戲。